# Bara Bará Bere Berê
Bara Bará Bere Berê (également orthographié Bara Bara Bere Bere, ou même réduit Bará Berê) est une chanson brésilienne de langue portugaise. Le refrain est une mélodie populaire bahianaise traditionnelle de musique folk, des rythmes samba et d'influence merengue. Cette chanson est interprétée par de nombreux artistes brésiliens. Une version reprise par le chanteur Alex Ferrari est devenue populaire durant l'été 2012 en Europe, surtout en France, tandis que la version de Leo Rodríguez est plus populaire en Belgique partie Flandre. La version de Michel Teló est classée en Autriche, en Allemagne, en Espagne et aux Pays-Bas.

## Version d'Alex Ferrari
Singles de Alex Ferrari
Guere guerê
(2012)
Le chanteur brésilien Alex Ferrari enregistre une version avec Jeff Records en mars 2011 et l'interprète à plusieurs reprises dans son pays d'origine. Sa version a rencontré le succès en Europe.
Elle a souvent été attribuée par erreur à Michel Teló, mais finalement il s'est avéré que c'était la version enregistrée par Alex Ferrari lui-même. Le clip vidéo sort le 17 août 2012.
Une version est produite en juillet 2012 par le major EMI Music France, la chanson rencontre un succès dans 2 pays francophones en Europe. Bara Bará Bere Berê se classe numéro un en France la semaine du 13 août 2012 après 4 semaines de présence, et 21e en Belgique (Wallonie). 

### Classement par pays
| Classement (2012)            | Meilleure position |
| ---------------------------- | ------------------ |
| Belgique (Ultratip Flandre)  | 15                 |
| Belgique (Ultratip Wallonie) | 2                  |
| Canada (Hot 100)             | 78                 |
| France (SNEP)                | 1                  |
| France (Club 40)             | 1                  |
| Suisse (Swiss Music Charts)  | 7                  |

### Certifications
| Pays     | Organisme | Certification | Vente  |
| -------- | --------- | ------------- | ------ |
| Danemark | IFPI      | Or            | 15 000 |

## Version de Leo Rodríguez
En plus de la version d'Alex Ferrari, une version de Leo Rodríguez est enregistrée en février 2012 et sort au Brésil sous le label Sony Edições accompagné d'un clip vidéo. Cette version contient des paroles en portugais écrites par lui-même et Silvio Rodrígues.
Elle sort en Europe le 19 juin 2012 et se classe aux Pays-Bas la même semaine que la version d'Alex Ferrari en France. Édité sous le label Spinnin aux Pays-Bas, le single atteint la 67e place le 11 août 2012 .

### Classement par pays
| Classement (2012)           | Meilleure position |
| --------------------------- | ------------------ |
| Belgique (Ultratip Flandre) | 22 (Ultratip)      |
| Brésil (Billboard Hot 100)  | 47                 |
| Pays-Bas (Dutch Top 40)     | 56                 |
| Roumanie (Romanian Top 100) | 35                 |

## Version de Michel Teló
Singles de Michel Teló
Ai se eu te pego
(2011)
Le 13 juillet 2012, le populaire chanteur brésilien international Michel Teló, connu pour son tube Ai se eu te pego, interprète la chanson Bara Bará Bere Berê, mais le titre est crédité le plus souvent Bara Bara sous sa reprise. La version sort sous forme numérique. Elle est envoyée dans de nombreuses radios brésiliennes. Le single se classe aux Pays-Bas à la 81e place, cependant la version de Leo Rodríguez est plus populaire dans ce pays, 61e dans le Dutch Top 40.
Pour cette version Dorgival, Dantas de Paiva est crédité en tant que parolier, tandis que Dudu Borges est le producteur,,,. 
Le 24 juillet 2012, Michel Teló l'interprète en live à la chaîne de télévision brésilienne Encontro com Fátima Bernardes.
Cette version est également disponible en EP, qui contient 5 pistes de la chanson, dont 3 versions de DJ Class, 1 version de Mister Jam, ainsi que la version radio.

### Formats et liste des pistes
- Téléchargement numérique

Bara Bará Bere Berê – 2:45
- EP

Bará Bará Berê Berê (A Class Edit) – 2:45
Bará Bará Berê Berê – 2:45
Bará Bará Berê Berê (A Class Floor Mix) – 4:06
Bará Bará Berê Berê (A Class Special Radio Mix) – 2:46
Bará Bará Berê Berê (Mister Jam Summer Remix) – 2:45

### Classement par pays
| Classement (2012)                   | Meilleure position |
| ----------------------------------- | ------------------ |
| Autriche (Ö3 Austria Top 40)        | 45                 |
| Allemagne (Media Control AG)        | 42                 |
| Italie (FIMI)                       | 17                 |
| Espagne (PROMUSICAE)                | 48                 |
| Pays-Bas (Mega Single Top 100)      | 60                 |
| Roumanie Top 100 (Romanian Top 100) | 41                 |

#### Certifications
| Pays          | Certification | Ventes |
| ------------- | ------------- | ------ |
| Italie (FIMI) | Or            | 15 000 |

### Historique de sortie
| Pays      | Date            | Format                                 | Label        |
| --------- | --------------- | -------------------------------------- | ------------ |
| Allemagne | 10 août 2012    | EP numérique                           | Sony Music   |
| Autriche  | 10 août 2012    | EP numérique                           | Sony Music   |
| Autriche  | 27 juin 2012    | Téléchargement numérique, EP numérique | Sony Music   |
| Espagne   | 7 août de 2012  | Téléchargement numérique               | Sony Music   |
| Italie    | 13 juin 2012    | Téléchargement numérique               | Sony Music   |
| Pays-Bas  | 26 juin de 2012 | Téléchargement numérique               | CRN Music    |
| Suisse    | 27 juin de 2012 | Téléchargement numérique               | Roster Music |

## Autres versions
Avant les versions classés dans des hit-parades d'Alex Ferrari / Leo Rodríguez / Michel Teló, la chanson a été interprétée par differents artistes brésiliens dans le seconde décennie des années 2000 (autour de 2007). En voici des exemples énumérés par EarOne : Aviões do Forró, Jeito , Zezinho Desmantelado do Forró, Bagaceiros do Forró no Kabanas Hall, Real de Ouro. EarOne mentionne également les performances de Milva, Modena City Ramblers, Giorgio Gaber et Francesco De Gregori. 
Cette chanson populaire brésilienne, a retrouvé un regain d'intérêt grâce aux reprises de style sertanejo. En plus des versions d'Alex Ferrari et de Leo Rodríguez qui rencontrent un succès en Europe, Cristiano Araújo réinterprète la chanson. Le single sort le 10 mai 2012 sur le label Som Livre, le titre est crédité Bara Berê laissant l'orthographe de l'État fédéré du Brésil : Bahia. Il a également interprété la chanson en live avec le duo de sertanejo Bruno & Marrone.
En 2012, d'autres versions sortent, celle de  Marcos & Fernando avec João Neto & Frederico sous Bará Berê qui sort sur le major Universal Music Group. Bruno Camacho e Cuiabano chante sous Bará Berê, Lenno & Lincoln sous Bara Bará Bere Berê. Puis Hallux feat. Marcus sous Bará Berê 2012.